# عبد الله حسين
عبد الله حسين (بالملايوية: Abdullah Hussain) هو مترجم وكاتب ماليزي، ولد في 25 مارس 1920 في Yan District ‏ في ماليزيا، وتوفي في 31 ديسمبر 2014 في كوالالمبور في ماليزيا.